# Цирвиште
Ци́рвиште (болг. Цървище) — село в Кюстендильській області Болгарії. Входить до складу общини Кочериново.

## Населення
За даними перепису населення 2011 року у селі проживали 64 особи, усі — болгари.
Розподіл населення за віком у 2011 році:
Динаміка населення: